# Southland Conference

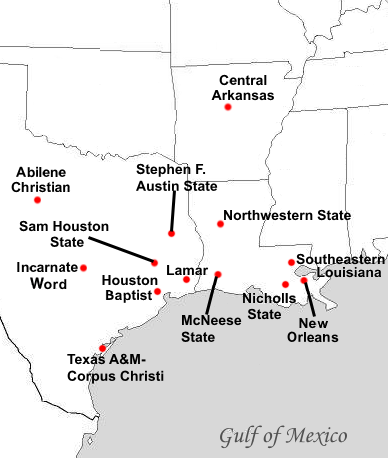
Localización de las universidades.

La Southland Conference es una conferencia de la División I de la NCAA cuyos miembros están localizados en los estados de Texas y Luisiana. Tiene su sede en Frisco, Texas.

## Miembros

### Miembros actuales
| Logo | Institución                                       | Localización            | Fundada | Tipo    | Equipo                  | Año de unión                                  |
| ---- | ------------------------------------------------- | ----------------------- | ------- | ------- | ----------------------- | --------------------------------------------- |
|      | Universidad de Texas Oriental A&M                 | Commerce, Texas         | 1889    | Pública | Lions                   | 2022                                          |
|      | Universidad Cristiana de Houston                  | Houston, Texas          | 1960    | Privada | Huskies                 | 2013                                          |
|      | Universidad del Verbo Encarnado                   | San Antonio, Texas      | 1881    | Privada | Cardinals               | 2013                                          |
|      | Universidad Lamar                                 | Beaumont, Texas         | 1923    | Pública | Cardinals               | 2022                                          |
|      | Universidad Estatal McNeese                       | Lake Charles, Luisiana  | 1939    | Pública | Cowboys y Cowgirls      | 1972                                          |
|      | Universidad de Nueva Orleans                      | Nueva Orleans, Luisiana | 1958    | Pública | Privateers              | 2013                                          |
|      | Universidad Estatal Nicholls                      | Thibodaux, Luisiana     | 1948    | Pública | Colonels                | 1991                                          |
|      | Universidad Estatal del Noroeste                  | Natchitoches, Luisiana  | 1884    | Pública | Demons                  | 1987                                          |
|      | Universidad del Sudeste de Luisiana               | Hammond, Luisiana       | 1925    | Pública | Lions                   | 1997                                          |
|      | Universidad Estatal Stephen F. Austin             | Nacogdoches, Texas      | 1923    | Pública | Lumberjacks y Ladyjacks | 2024                                          |
|      | Universidad de Texas A&M-Corpus Christi           | Corpus Christi, Texas   | 1947    | Pública | Islanders               | 2006                                          |
|      | Universidad de Texas Valle del Río Grande (UTRGV) | Edinburg, Texas         | 2015    | Pública | Vaqueros                | 2024 (otros deportes) 2025 (fútbol americano) |

1. ↑  East Texas A&M se unió a la conferencia como Texas A&M–Commerce, lo que refleja su nombre actual de Texas A&M University–Commerce. El nombre de la universidad se cambió a East Texas A&M University en noviembre de 2024.
2. ↑  Lamar fue miembro fundador de la conferencia en 1963. Se fue en 1987, regresó en 1998, se fue nuevamente en 2021 y regresó por segunda vez en 2022.
3. ↑  Stephen F. Austin fue anteriormente miembro de la conferencia de 1987 a 2021.
4. ↑  UTRGV tiene varios campus dentro del Valle del Río Grande de Texas. Su programa deportivo tiene su sede en el campus de Edinburg que heredó de su predecesora deportiva, la Universidad de Texas–Pan American.
5. ↑  UTRGV se fundó formalmente en 2013, pero no comenzó a impartir clases hasta 2015.
6. ↑  UTRGV formó un equipo de fútbol americano en 2024, jugando una temporada de exhibición antes de comenzar la competencia oficial en 2025.

### Miembros Asociados
| Institución                             | Localización               | Equipo      | Tipo    | Año de unión | Deporte(s)                                           | Conferencia primaria                                 |
| --------------------------------------- | -------------------------- | ----------- | ------- | ------------ | ---------------------------------------------------- | ---------------------------------------------------- |
| Universidad de Augusta                  | Augusta, Georgia           | Jaguars     | Pública | 2021         | Golf masculino y femenino                            | Peach Belt Conference (Div. II)                      |
| Universidad Estatal de Boise            | Boise, Idaho               | Broncos     | Pública | 2022         | Voleibol de playa femenino                           | Mountain West Conference (Pac-12 Conference en 2026) |
| Universidad Bryant                      | Smithfield, Rhode Island   | Bulldogs    | Privada | 2022         | Golf masculino y femenino Tenis masculino y femenino | America East Conference                              |
| Universidad Francis Marion              | Florence, Carolina del Sur | Patriots    | Pública | 2021         | Golf masculino                                       | Conference Carolinas (Div. II)                       |
| Instituto de Tecnología de Nueva Jersey | Newark, Nueva Jersey       | Highlanders | Pública | 2021         | Tenis masculino y femenino                           | America East Conference                              |
| Universidad Estatal de San José         | San José, California       | Spartans    | Pública | 2022         | Voleibol de playa femenino                           | Mountain West Conference                             |

### Antiguos miembros
| Institución                          | Localización        | Equipo        | Tipo    | Año de unión | Año de salida | Conferencia actual                      |
| ------------------------------------ | ------------------- | ------------- | ------- | ------------ | ------------- | --------------------------------------- |
| Universidad Cristiana de Abilene     | Abilene, Texas      | Wildcats      | Privada | 1963 2013    | 1973 2021     | Western Athletic Conference             |
| Universidad Estatal de Arkansas      | Jonesboro, Arkansas | Red Wolves    | Pública | 1963         | 1987          | Sun Belt Conference                     |
| Universidad de Arkansas Central      | Conway, Arkansas    | Bears         | Pública | 2006         | 2021          | Atlantic Sun Conference                 |
| Universidad de Luisiana en Monroe    | Monroe, Luisiana    | Warhawks      | Pública | 1982         | 2006          | Sun Belt Conference                     |
| Universidad de Luisiana en Lafayette | Lafayette, Luisiana | Ragin' Cajuns | Pública | 1900         | 1991          | Sun Belt Conference                     |
| Universidad Tecnológica de Luisiana  | Ruston, Luisiana    | Bulldogs      | Pública | 1971         | 1987          | Conference USA                          |
| Universidad del Norte de Texas       | Denton, Texas       | Mean Green    | Pública | 1971         | 1982          | American Athletic Conference            |
| Universidad Oral Roberts             | Tulsa, Oklahoma     | Golden Eagles | Privada | 2012         | 2014          | The Summit League                       |
| Universidad Estatal Sam Houston      | Huntsville, Texas   | Bearkats      | Pública | 1987         | 2021          | Conference USA                          |
| Universidad de Texas en Arlington    | Arlington, Texas    | Mavericks     | Pública | 1963         | 2012          | Western Athletic Conference             |
| Universidad de Texas en San Antonio  | San Antonio, Texas  | Roadrunners   | Pública | 1991         | 2012          | American Athletic Conference            |
| Universidad Estatal de Texas         | San Marcos, Texas   | Bobcats       | Pública | 1987         | 2012          | Sun Belt Conference                     |
| Universidad Trinity                  | San Antonio, Texas  | Tigers        | Privada | 1963         | 1972          | Southern Collegiate Athletic Conference |